# Championnat du Chili de football 2023
Navigation
Saison précédente Saison suivante
La saison 2023 du Championnat du Chili de football est la quatre-vingt-treizième édition du championnat de première division au Chili.
L'ensemble des équipes est regroupé au sein d'une poule unique où elles affrontent les autres deux fois. Le vainqueur, son dauphin, le troisième et le vainqueur de la Coupe du Chili se qualifient pour la Copa Libertadores 2024. Les équipes classées de la 4e à la 7e place sont qualifiées pour la Copa Sudamericana 2024.
Le Club Social y Deportivo Colo-Colo est le tenant du titre.

## Déroulement de la saison
Le championnat commence le 20 janvier 2023, les promus sont le champion de deuxième division 2022 Deportes Magallanes qui est également le vainqueur de la Coupe du chili 2022 et participe donc à la Copa Libertadores 2023. Le deuxième promu est le vainqueur des barrages de promotion le CD Copiapó qui participe pour la première fois au championnat de première division.

## Les clubs participants
- Colo Colo
- Universidad Católica
- CF Universidad de Chile
- CD Coquimbo Unido
- Deportes Magallanes - Promu de D2
- Club Deportivo Huachipato
- Club Deportivo O'Higgins
- Provincial Curicó Unido
- Unión Española
- Audax Italiano
- Club Deportivo Palestino
- CD Cobresal
- Unión La Calera
- Deportivo Ñublense
- CD Everton Viña del Mar
- Club de Deportes Copiapó - Promu de D2

## Compétition
Le barème utilisé pour établir le classement est le suivant :
- Victoire : 3 points
- Match nul : 1 point
- Défaite : 0 point

### Classement
| Rang | Équipe                    | Pts | J  | G  | N  | P  | Bp | Bc | Diff |
| ---- | ------------------------- | --- | -- | -- | -- | -- | -- | -- | ---- |
| 1    | Club Deportivo Huachipato | 57  | 30 | 17 | 6  | 7  | 48 | 30 | +18  |
| 2    | CD Cobresal               | 56  | 30 | 16 | 8  | 6  | 56 | 39 | +17  |
| 3    | Colo-Colo T C             | 54  | 30 | 15 | 9  | 6  | 45 | 29 | +16  |
| 4    | Club Deportivo Palestino  | 49  | 30 | 14 | 7  | 9  | 46 | 40 | +6   |
| 5    | CD Coquimbo Unido         | 47  | 30 | 14 | 5  | 11 | 43 | 42 | +1   |
| 6    | CD Everton Viña del Mar   | 45  | 30 | 13 | 6  | 11 | 42 | 39 | +3   |
| 7    | Universidad Católica      | 42  | 30 | 11 | 9  | 10 | 48 | 43 | +5   |
| 8    | Unión La Calera           | 41  | 30 | 10 | 11 | 9  | 42 | 41 | +1   |
| 9    | CF Universidad de Chile   | 40  | 30 | 11 | 7  | 12 | 40 | 42 | -2   |
| 10   | Unión Española            | 39  | 30 | 10 | 9  | 11 | 40 | 36 | +4   |
| 11   | Club Deportivo O'Higgins  | 35  | 30 | 9  | 8  | 13 | 37 | 39 | -2   |
| 12   | Deportivo Ñublense        | 35  | 30 | 9  | 8  | 13 | 33 | 39 | -6   |
| 13   | Audax Italiano            | 35  | 30 | 10 | 5  | 15 | 36 | 43 | -7   |
| 14   | CD Copiapó P              | 34  | 30 | 8  | 10 | 12 | 32 | 45 | -13  |
| 15   | Deportes Magallanes P     | 29  | 30 | 8  | 5  | 17 | 36 | 49 | -13  |
| 16   | Provincial Curicó Unido   | 23  | 30 | 6  | 5  | 19 | 30 | 58 | -28  |

|  | Qualification pour la Copa Libertadores 2024                                      |
|  | Qualification pour le deuxième tour de qualification de la Copa Libertadores 2024 |
|  | Qualification pour la Copa Sudamericana 2024                                      |
|  | Relégation en Primera B                                                           |
|  | T : Tenant du titre C : Vainqueur de la Copa Chile P : Promu de Primera B         |

## Buteurs
|     | Buteur               | Club                      | Buts |
| --- | -------------------- | ------------------------- | ---- |
| 1er | Patricio Rubio       | Deportivo Ñublense        | 14   |
| 2e  | Leandro Garate       | Unión Española            | 13   |
| 3e  | Rodrigo Holgado      | CD Coquimbo Unido         | 13   |
| 4e  | Fernando Zampedri    | Universidad Católica      | 13   |
| 5e  | Alexander Aravena    | Universidad Católica      | 11   |
| 6e  | Gonzalo Sosa         | Audax Italiano            | 10   |
| 7e  | Jorge Sebastian Saez | CD Everton Viña del Mar   | 10   |
| 8e  | Cris Martinez        | Club Deportivo Huachipato | 9    |
| 9e  | Cecilio Waterman     | CD Cobresal               | 9    |
| 10e | Misael Dávila        | Club Deportivo Palestino  | 8    |
| 11e | Gastón Lezcano       | CD Cobresal               | 8    |
| 12e | Rodrigo PIñeiro      | Unión Española            | 8    |
| 13e | Lucas Passerini      | Unión La Calera           | 7    |

### Classement des passeurs
|     | Passeur           | Club                      | Passes décisives |
| --- | ----------------- | ------------------------- | ---------------- |
| 1er | Facundo Castro    | Club Deportivo O'Higgins  | 7                |
| 2e  | Leandro Garate    | Unión Española            | 7                |
| 3e  | Cristián Zavala   | Provincial Curicó Unido   | 6                |
| 4e  | Diego Buonanotte  | Universidad Católica      | 6                |
| 5e  | Gastón Lezcano    | CD Cobresaln              | 4                |
| 6e  | Javier Parraguez  | CD Coquimbo Unido         | 4                |
| 7e  | Leandro Garate    | Unión Española            | 4                |
| 8e  | Javier Altamirano | Club Deportivo Huachipato | 4                |
| 9e  | Marcos Bolados    | Colo-Colo                 | 3                |

## Parcours en Coupes Libertadores et Sudamericana
| Club                | Compétition            | Résultat                                      | Ultime(s) adversaire(s) | Ultime(s) adversaire(s) | Ultime(s) adversaire(s)   |
| ------------------- | ---------------------- | --------------------------------------------- | ----------------------- | ----------------------- | ------------------------- |
| Colo-Colo           | Copa Libertadores 2023 | 3e groupe joue Barrage Sudamericana ELIMINE   | Boca Juniors            | Deportivo Pereira       | Monagas SC                |
| Deportivo Ñublense  | Copa Libertadores 2023 | 3e groupe Eliminé en 8eme Sudamericana        | SD Aucas                | CR Flamengo             | Racing Club               |
| Deportes Magallanes | Copa Sudamericana 2023 | 3eme groupe ELIMINE                           | LDU de Quito            | Botafogo                | Universidad César Vallejo |
| Audax Italiano      | Copa Sudamericana 2023 | 2eme groupe joue Barrage Sudamericana ELIMINE | Santos                  | Newell's                | Blooming                  |
| Palestino           | Copa Sudamericana 2023 | 3eme groupe ELIMINE                           | San Lorenzo             | Estudiantes de Mérida   | Fortaleza                 |

## Bilan de la saison
| Championnat du Chili de football 2023 |                                               |
| Champion                              | Club Deportivo Huachipato (3e titre)          |
| Coupes et trophées                    |                                               |
| Vainqueur de la Coupe du Chili 2023   | Club Social y Deportivo Colo-Colo             |
| Qualifications continentales          |                                               |
| Copa Libertadores 2024                | Club Deportivo Huachipato                     |
| Copa Libertadores 2024                | Club de Deportes Cobresal                     |
| Copa Libertadores 2024                | Club Social y Deportivo Colo-Colo             |
| Copa Libertadores 2024                | Club Deportivo Palestino                      |
| Copa Sudamericana 2024                | Club de Deportes Coquimbo Unido               |
| Copa Sudamericana 2024                | Corporacion Deportiva Everton de Viña del Mar |
| Copa Sudamericana 2024                | Club Deportivo Universidad Católica           |
| Copa Sudamericana 2024                | Deportes Unión La Calera                      |
| Promotions et relégations             |                                               |
| Promus en Primera División            | Club de Deportes Cobreloa                     |
| Promus en Primera División            | Club de Deportes Iquique                      |
| Relégués en Primera B                 | Deportes Magallanes                           |
| Relégués en Primera B                 | Club de Deportes Provincial Curicó Unido      |